# Isabelle Blais

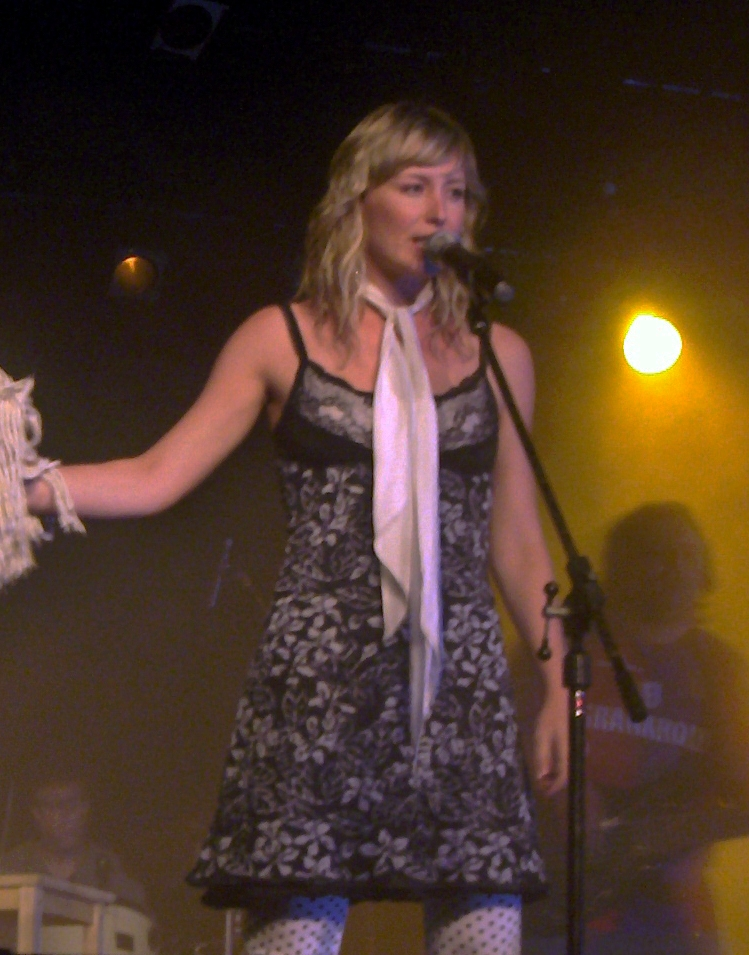
Isabelle Blais

Isabelle Blais (* 1975 in Trois-Rivières) ist eine kanadische Theater- und Filmschauspielerin.

## Leben
Isabelle Blais studierte Schauspiel am Konservatorium in Montreal von 1994 bis 1997. Danach wurde sie als Theater-Schauspielerin aktiv und auch für Film und Fernsehen angefragt. 2000 wurde sie auch Sängerin der Indie-Pop-Gruppe Caïman Fu. Für ihre Nebenrolle in Québec-Montréal wurde sie 2003 mit dem Prix Jutra ausgezeichnet. Für ihre Hauptrolle in Borderline – Kikis Story wurde sie mit dem Prix Jutra geehrt sowie für den Genie Award nominiert. Ihr Schaffen für Film und Fernsehen umfasst mehr als 50 Produktionen.

## Filmografie (Auswahl)
- 1999–2001: 2 frères (Fernsehserie, 16 Folgen)
- 2002: Geständnisse – Confessions of a Dangerous Mind
- 2002: Savage Messiah
- 2002: Québec-Montréal
- 2003: Die Invasion der Barbaren (Les invasions barbares)
- 2004: Les aimants
- 2005: Human Trafficking – Menschenhandel (Human Trafficking)
- 2006: Answered by Fire
- 2006–2010: C.A. (Fernsehserie, 52 Folgen)
- 2007: La belle empoisonneuse
- 2008: Borderline – Kikis Story (Borderline)
- 2010: The High Cost of Living
- 2012–2014: Trauma (Fernsehserie, 34 Folgen)
- 2015–2017: Au secours de Bèatrice (Fernsehserie, 13 Folgen)
- 2016–2018: Blue Moon (Fernsehserie, 30 Folgen)
- 2017: Tadoussac
- 2017–2020: Faits divers (Fernsehserie, 22 Folgen)
- 2022: Unbesiegbar (Invincible, Kurzfilm)
- 2022–2023: STAT (Fernsehserie)
- seit 2022: The Red Band Society (Fernsehserie)